# ابن أبي صادق
ابن أَبي صادِق (ت. نحو 470 هـ / نحو 1077 م) هو طبيب ، من أهل نيسابور.
هو عبد الرحمن بن علي بن أحمد بن أبي صادق، أبو القاسم النيسابوري، لقب بأبقراط الثاني. من آثاره: « شرح مسائل حنين » في خدابخش بتنه و « شرح فصول أبقراط » في متحف بغداد، وفي الكونغرس ودار الكتب وشستربتي. عاش نيفاً وثمانين سنة.